# Чунеши (Цхалтубо)
Чунеши (груз. ჩუნეში) — село в Грузії.
За даними перепису населення 2014 року в селі проживає 546 осіб.